# باره (کولاشین)
باره (به لاتین: Bare) یک منطقهٔ مسکونی در مونته‌نگرو است که در شهرداری کولاشین واقع شده‌است. باره ۶۳ نفر جمعیت دارد.